# Tim Long
Pour les articles homonymes, voir Long.
Tim Long (né le 14 juin 1969 à Brandon, Manitoba) est un scénariste et producteur de télévision canadien. Il a écrit pour Les Simpson, Politically Incorrect, Spy Magazine et pour le Late Show with David Letterman.
Il a aussi été consultant pour Les Simpson, le film.

## Biographie
Il est allé à l'université de South Huron District High School à Exeter en Ontario. Et parfois il y retourne pour présenter ses œuvres au élèves et aux enseignants.
Puis Tim est allé à l'Université de Toronto d'où il est ressorti avec un diplôme en Littérature anglaise. Il a ensuite poursuivi ses études sur la langue anglaise à l'université Columbia.
Après avoir terminé ses études il est devenu interne au Spy Magazine sous les ordres de E. Graydon Carter avant de rejoindre l'équipe du talk-show de David Letterman, où il a écrit pendant trois ans.
En 1999 il a écrit son premier épisode pour les Simpson, œuvre pour laquelle il est actuellement le plus connu.
En 2008, Long a développé et écrit un pilote pour la chaîne américaine Showtime intitulé "Kevin and the Chart of Destiny". 
Tout au long de sa carrière il a remporté cinq Emmy Awards et a été nommé pour huit autres.

## Filmographie

### Scénariste

#### SurLes Simpson
| Année | Titre                                                | Titre original                                   | Saison | Épisode | Réalisateur       |
| ----- | ---------------------------------------------------- | ------------------------------------------------ | ------ | ------- | ----------------- |
| 1999  | Les Simpson dans la Bible                            | Simpsons Bible Stories                           | 10     | 18      | Nancy Kruse       |
| 1999  | Simpson Horror Show X - Recherche Xena désespérément | Treehouse of Horror X - Desperately Xeeking Xena | 11     | 4       | Pete Michels      |
| 2000  | Courses épiques                                      | Saddlesore Galactica                             | 11     | 13      | Lance Kramer      |
| 2000  | Derrière les rires                                   | Behind the Laughter                              | 11     | 22      | Mark Kirkland     |
| 2000  | À bas le sergent Skinner                             | Skinner's Sense of Snow                          | 12     | 8       | Lance Kramer      |
| 2001  | Bart et son boys band                                | New Kids on the Blecch                           | 12     | 14      | Steven Dean Moore |
| 2002  | Proposition à demi indécente                         | Half-Decent Proposal                             | 13     | 10      | Lauren MacMullan  |
| 2002  | Frère et Sœur ennemis                                | Bart vs. Lisa vs. the Third Grade                | 14     | 3       | Steven Dean Moore |
| 2003  | Marge, chauffeur de maître                           | Brake My Wife, Please                            | 14     | 20      | Pete Michels      |
| 2004  | Le Mal de mère                                       | She Used to Be My Girl                           | 16     | 4       | Matthew Nastuk    |
| 2005  | Déluge au stade                                      | Homer and Ned's Hail Mary Pass                   | 16     | 8       | Steven Dean Moore |
| 2005  | Mobile Homer                                         | Mobile Homer                                     | 16     | 13      | Raymond S. Persi  |
| 2006  | Million Dollar Papy                                  | Million Dollar Abie                              | 17     | 16      | Steven Dean Moore |
| 2007  | Infos sans gros mot                                  | You Kent Always Says What You Want               | 18     | 22      | Matthew Nastuk    |
| 2008  | Échange de mots croisés                              | Homer and Lisa Exchange Cross Words              | 20     | 6       | Nancy Kruse       |
| 2009  | Le diable s'habille en nada                          | The Devil Wears Nada                             | 21     | 5       | Nancy Kruse       |
| 2010  | Cours élémentaire musical                            | Elementary School Musical                        | 22     | 1       | Mark Kirkland     |
| 2010  | Bart-ball                                            | MoneyBart                                        | 22     | 3       | Nancy Kruse       |
| 2011  | L'important, c'est les Roosevelt                     | Bart Stops to Smell the Roosevelts               | 23     | 2       | Steven Dean Moore |
| 2012  | Ne mélangez pas les torchons et les essuie-bars      | Moe Goes From Rags To Riches                     | 23     | 12      | Bob Anderson      |
| 2012  | Lisa devient Gaga                                    | Lisa Goes Gaga                                   | 23     | 22      | Matthew Schofield |
| 2012  | À la recherche de l'ex                               | Moonshine River                                  | 24     | 1       | Bon Anderson      |
| 2013  | Les Aléas de l'amour                                 | Love is a Many-Splintered Thing                  | 24     | 12      | Michael Polcino   |
| 2013  | Belle Lisa ou Isabelle                               | The Kid is All Right                             | 25     | 6       | Mark Kirkland     |
| 2014  | Le Mariage du blob                                   | Married to the Blob                              | 25     | 10      | Chris Clements    |
| 2015  | Brute de brute                                       | Bull-E                                           | 26     | 21      | Lance Kramer      |
| 2017  | Springfield Splendor                                 | Springfield Splendor                             | 29     | 2       | Matthew Faughnan  |
| 2018  | Ha-Ha Land                                           | Haw-Haw Land                                     | 29     | 10      | Bob Anderson      |
| 2019  | T'oh Canada                                          | D'oh Canada                                      | 30     | 21      | Matthew Nastuk    |
| 2019  | Todd, Todd, pourquoi m'as-tu abandonné ?             | Todd, Todd, Why Hast Thou Forsaken Me?           | 31     | 9       | Chris Clements    |
| 2021  | Panique dans les rues de Springfield                 | Panic on the Streets of Springfield              | 32     | 19      | Matthew Nastuk    |
| 2022  | Rock à la maison des pauvres                         | Poorhouse Rock                                   | 33     | 22      | Jennifer Moeller  |
| 2023  | Les Aventures d'Homer à travers le pare-brise        | Homer's Adventures Through the Windshield Glass  | 34     | 22      | Bob Anderson      |
| 2024  | Recherche Lisa désespérément                         | Desperately Seeking Lisa                         | 36     | 3       | Matthew Nastuk    |
| 2025  | Estranger Things                                     | Estranger Things                                 | 36     | 22      | Matthew Nastuk    |